# Podwilcze
Podwilcze (deutsch Podewils) ist ein Dorf in  der polnischen Woiwodschaft Westpommern. Es gehört zur Gemeinde Białogard (Belgard) im Powiat Białogardzki.

## Geographische Lage
Das als Haufendorf angelegte hinterpommersche Dorf Podwilcze (Podewils) liegt zehn Kilometer südwestlich von Białogard  (Belgard) an der Verbindungsstraße über Sławoborze (Stolzenberg) nach Świdwin (Schivelbein). Die ehemalige Kleinbahnstrecke Białogard – Rarwino (Rarfin) führt durch den Ort, der von großen Waldflächen umgeben ist mit kleinen Bergen, von denen der ehemals so genannte Giefkenberg 115 Höhenmeter misst.

## Geschichte
|  |

Podewils südwestlich der Stadt Belgard auf einer Landkarte von 1910

1362 wurde Podewils zum ersten Male urkundlich erwähnt. Doch der Ort ist viel älter und geht auf eine slawische Siedlung zurück.

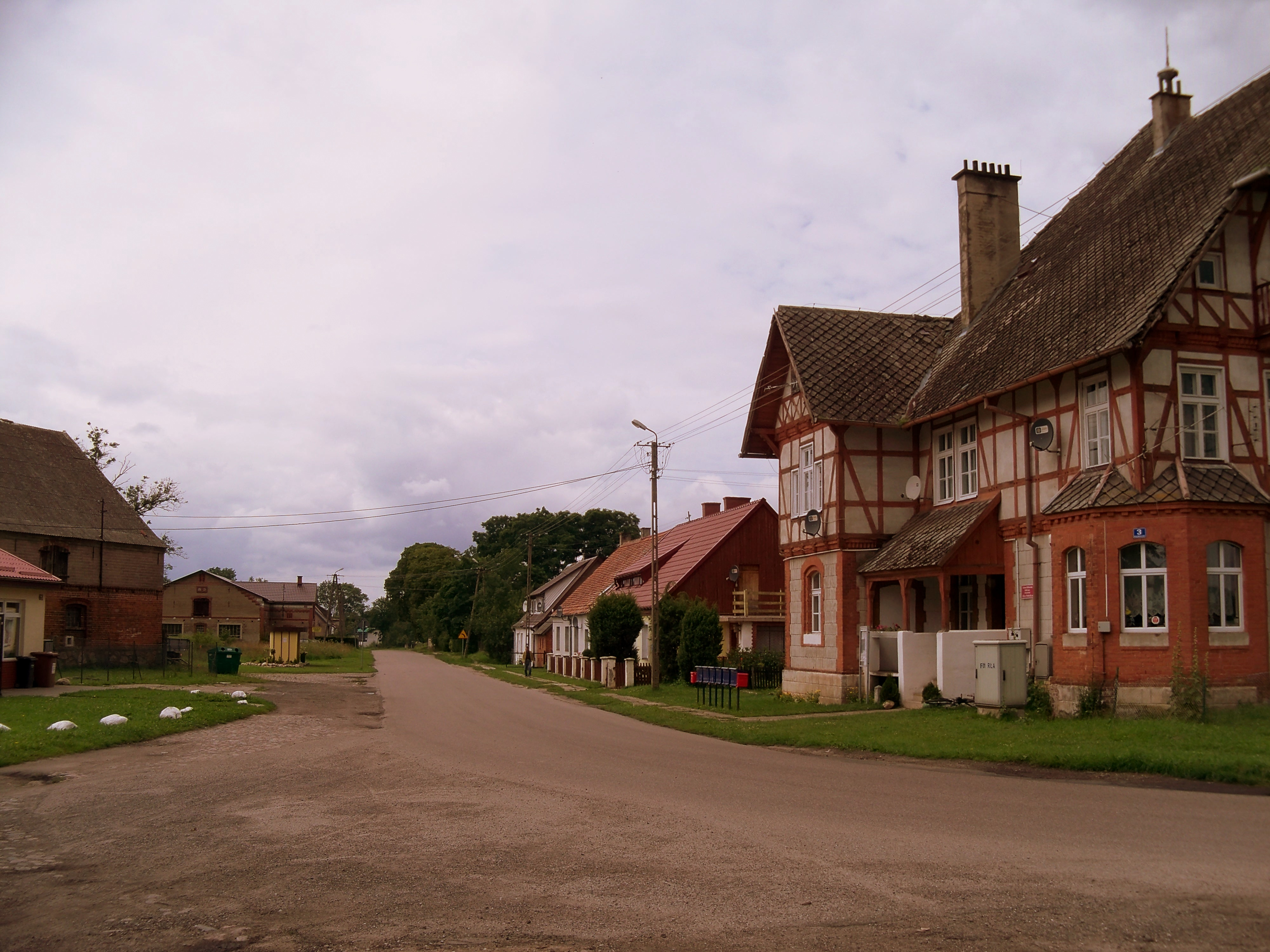
Dorfstraße in Podewils

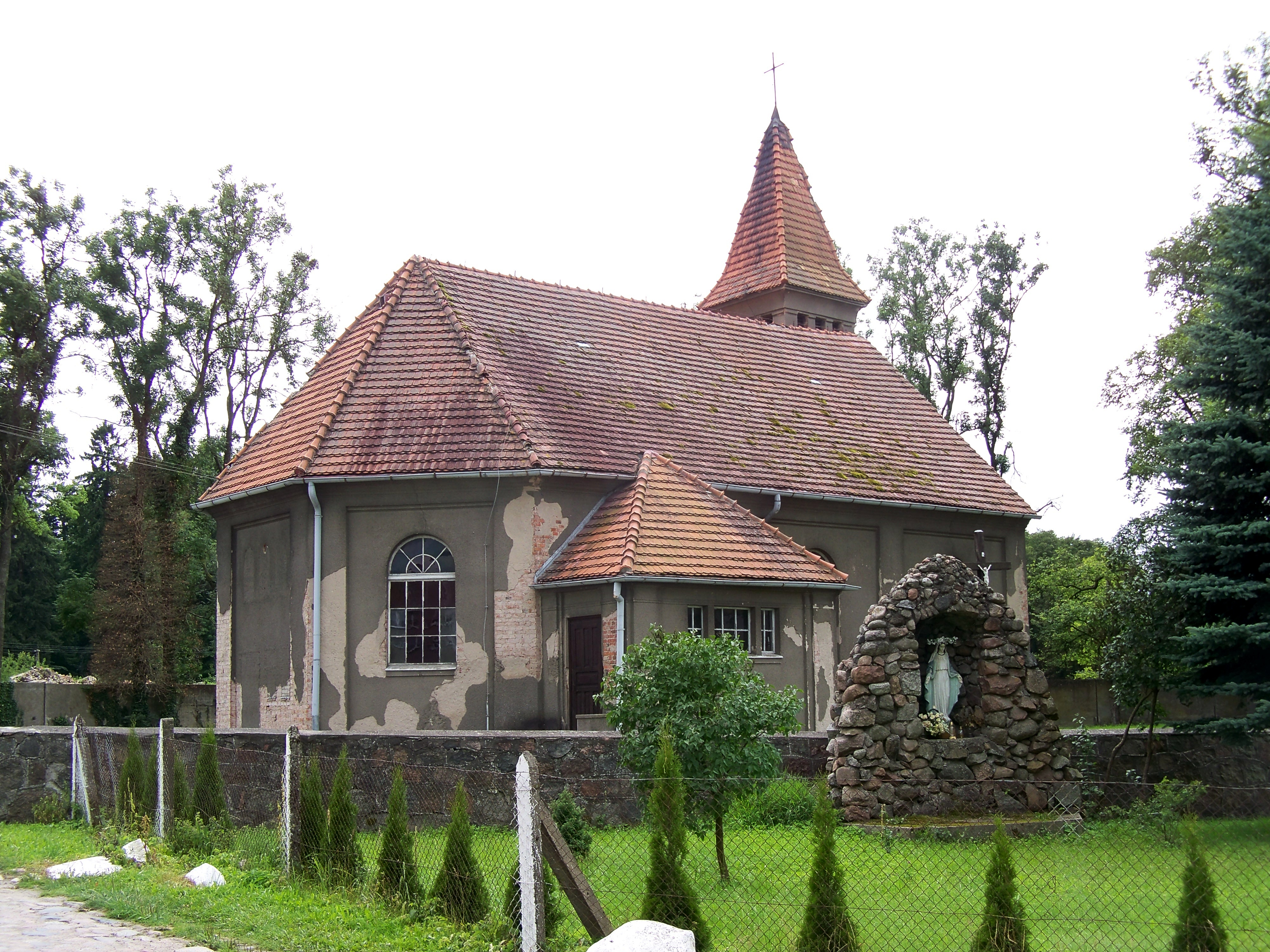
Kapelle in Podewils

Das Dorf Podewils war einst Sitz des Stammhauses der Familie  von Podewils, deren Mitglieder über 500 Jahre bis ins 19. Jahrhundert hinein Podewils (und andere pommersche Besitzungen, wie Krangen bei Pollnow) bewirtschaftet haben. Etwa 1890 kaufte der Landwirt Max von Hewald (Stifter eines Waisenhauses in Leipzig) das Gut Podewils und führt es zu besonderer Blüte. Ab 1890 ließ er das neugotische Schloss erbauen. Nach seinem Tod im Jahre 1908 erwarb es die Familie Gustav von Holtzendorff, die es bis 1945 bewirtschaftete.
Im Jahr 1939 war Podewils eine 2.714,6 Hektar umfassende Gemeinde, in der 607 Einwohner lebten. Zum Gemeindegebiet gehörten die Ortsteile Groß Reichow (Rychowo), Neuhof (Trzebiec) und Krampe (Krępa).
Podewils lag vor dem Zweiten Weltkrieg im Landkreis Belgard (Persante) und bildete mit Rarfin und Zietlow das Amt Rarfin und gehörte auch zum Standesamt Rarfin. Zuständiges Amtsgericht war Belgard.
Letzte Bürgermeister vor 1945 war Max Dallmann.
Am 3. März 1945 besetzte die Rote Armee den Ort. Nachdem die Region  um Groß Tychow  nach Kriegsende zusammen mit  Hinterpommern unter polnische Verwaltung gestellt war, begann im Herbst 1945 die Vertreibung der
Deutschen und Besiedlung mit polnischen und ukrainischen Zuwanderern, die vorwiegend  Minderheiten in  Gebieten östlich der Curzon-Linie angehört hatten. Diese Gebiete waren nach Ende des Ersten Weltkriegs   im Polnisch-Sowjetischen Krieg   (1919–1921) erobert worden und mussten nach dem Zweiten Weltkrieg an die Sowjetunion abgetreten werden.  Die Vertreibung der einheimischen Bevölkerung dauerte bis 1947 an. Podewils wurde in Podwilcze umbenannt und liegt heute in der Landgemeinde Białogard.

### Einwohnerzahlen
- 1852: 343[2]
- 1933: 646[3]
- 1939:  608[3]

## Kirche

### Kirchengemeinde
Podewils bildete mit Neuhof, Krampe und Zietlow  bis 1945 eine selbständige Kirchengemeinde im Kirchenkreis Belgard in der Kirchenprovinz Pommern der evangelischen Kirche der Altpreußischen Union. Mit der Kirchengemeinde Rarfin zusammen bildete sie das Kirchspiel Rarfin, wo auch der Pfarramtssitz war.
Im Jahre 1940 gehörten 448 Gemeindeglieder zur Kirchengemeinde Podewils, deren Kirchenpatronat die jeweiligen Rittergutsbesitzer innehatten.
Heute liegt Podwilcze im Kirchspiel Koszalin (Köslin) (Diözese Pommern-Großpolen) der polnischen Evangelisch-Augsburgischen Kirche. Kirchort ist Białogard.

### Dorfkirche
Die Podewilser Kirche wurde 1911 im Auftrag des Rittergutsbesitzers von Holtzendorff gebaut, genau an der Stelle eines mittelalterlichen Vorgängerbaus aus Feldstein- und Ziegel-Mauerwerk. Der mit einem Spitzdach bekrönte Turm steht auf den Fundamenten des alten Turms.

## Schule
Rittergutsbesitzer Max von Hewald erbaute im Jahre 1900 ein Gebäude für eine zweiklassige Schule mit Lehrerdienstwohnungen.